# Picoides tridactylus

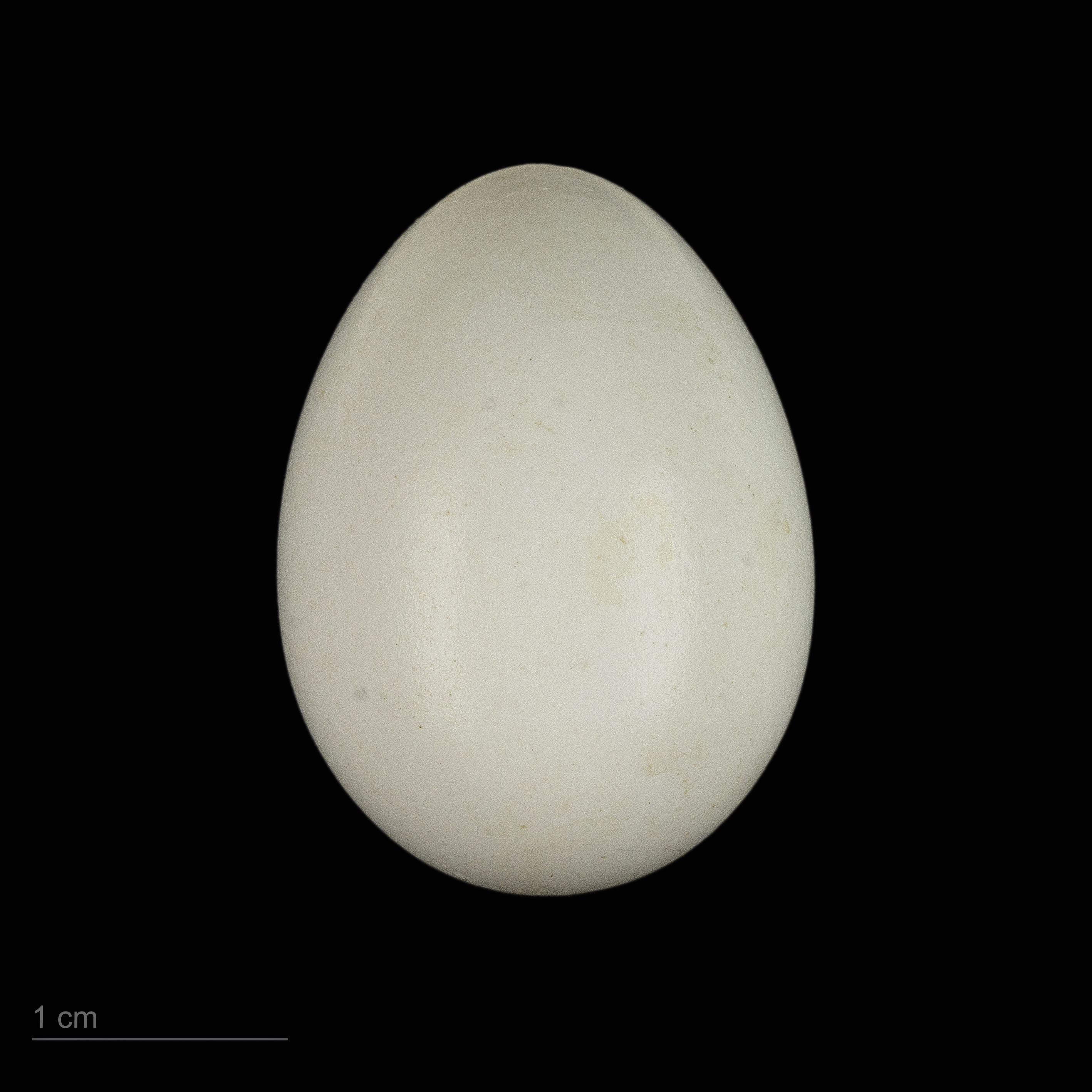
Picoides tridactylus - MHNT

El pico tridáctilo o pico tridáctilo euroasiático (Picoides tridactylus) es una especie de ave piciforme de la familia Picidae.

## Descripción
Los adultos miden de 21,5 a 24 cm de longitud. Es de color negro en la cabeza, las alas y la cola, y blanco desde la garganta hasta el vientre. Los flancos y la parte posterior son de color blanco con franjas negras, y la cola de color negro con las plumas externas blancas barradas con negro. Los machos adultos tienen una capucha amarilla.
En Eurasia es el único pájaro carpintero con una capucha de color amarillo, el único con tres dedos en las patas, y uno de los dos únicos carpinteros de blanco y negro que carecen de rojo en el plumaje. 

## Distribución y hábitat
El hábitat de reproducción se extiende a través de los bosques de coníferas del norte de Eurasia desde Noruega a Corea. También hay poblaciones en los Alpes y los Cárpatos.
Es normalmente residente permanente, pero las aves del norte suelen migrar hacia el sur y las aves en altas elevaciones pueden pasar a niveles más bajos en el invierno.

## Alimentación
Se alimentan en árboles de coníferas, donde buscan larvas de escarabajos barrenadores de la madera o de otros insectos. También pueden comer la fruta y la savia del árbol.
Estas aves se mueven a menudo a zonas con un gran número de árboles infestados de insectos, a menudo después de un incendio forestal o inundación. 

## Subespecies
Se reconocen las siguientes subespecies:
- P. t. albidior Stejneger, 1885
- P. t. alpinus C. L. Brehm, 1831
- P. t. crissoleucus (Reichenbach, 1854)
- P. t. funebris J. Verreaux, 1870
- P. t. inouyei Yamashina, 1943
- P. t. kurodai Yamashina, 1930
- P. t. tianschanicus Buturlin, 1907
- P. t. tridactylus (Linnaeus, 1758)